# Poa bucharica
Poa bucharica är en gräsart som beskrevs av Roman Julievich Roshevitz. Poa bucharica ingår i släktet gröen, och familjen gräs. Inga underarter finns listade i Catalogue of Life.